# Thomas Osano
Thomas Osano (4 juni 1970) is een Keniaanse langeafstandsloper, die zich heeft toegelegd op de lange afstand. Hij veroverde diverse podiumplaatsen op grote Nederlandse wegwedstrijden.

## Loopbaan
Op 21-jarige leeftijd werd Osano in 1991 op de wereldkampioenschappen in Tokio vierde op de 10.000 m in 27.53,66. In 1993 werd hij dertiende op het wereldkampioenschap halve marathon met een tijd van 1:02.10.
In Nederland boekte hij succes op de Bredase Singelloop door deze wegwedstrijd zowel in 1995 als in 1996 te winnen. In 1997 werd hij dertiende bij de marathon van Amsterdam met een tijd van 2:23.31. Ook won hij de Tilburg Ten Miles in 1996 en 1997.

## Persoonlijke records
| Onderdeel      | Prestatie | Datum             | Plaats       |
| -------------- | --------- | ----------------- | ------------ |
| 5000 m         | 13.30,40  | 22 mei 1993       | New York     |
| 10.000 m       | 27.53,66  | 26 augustus 1991  | Tokio        |
| halve marathon | 1:00.36   | 24 september 1995 | Grevenmacher |

## Palmares

### 5000 m
- 1989:  Meeting de Coca Cola in Barcelona - 13.58,30
- 1990:  Japanse kamp. in Chiba - 13.44,83
- 1992:  Shizuoka International - 13.34,93
- 1993:  Reebok New York Games - 13.30,40

### 10.000 m
- 1990:  Hyogo Relays in Kobe - 28.02,28
- 1990:  Japanse kamp. in Chiba - 28.28,49
- 1991:  Japanse kamp. in Tokio - 27.44,52
- 1991:  Bislett Games - 27.28,87
- 1991: 4e WK in Tokio - 27.53,66
- 1991:  Memorial Van Damme - 27.55,81
- 1991:  Afrikaanse Spelen - 27.56,45
- 1992:  Hyogo Relay Carnival in Kobe - 27.55,34
- 1992:  Keniaanse olympische Trials in Nairobi - 29.02,0

### 5 km
- 1996:  US Healthcare in Hartford - 13.59
- 1996:  Run by the River in Clarksville - 13.34

### 10 km
- 1991:  Bolder Boulder - 29.01
- 1992:  Bolder Boulder - 28.40
- 1993:  Bolder Boulder - 29.17
- 1993:  Peachtree Road Race in Atlanta - 28.06
- 1994:  Azalea Trail in Mobile - 28.12
- 1994: 4e Cobb Classic in Marietta - 28.58
- 1995:  Schiphol - 29.13
- 1995:  George Sheehan Memorial in Red Bank - 28.25
- 1995:  Brussel - 28.38
- 1996:  Citrus Classic in Winter Park - 28.36
- 1996:  Parelloop - 28.02
- 1996:  RevCo-Cleveland - 28.13
- 1997: 4e Trevira Twosome in New York - 29.28

### 15 km
- 1993:  Utica Boilermaker - 43.39
- 1996: 9e Zevenheuvelenloop - 44.24
- 1997:  Tulsa Run - 43.43
- 1998:  El Paso-Juarez International - 45.17

### 10 Eng. mijl
- 1990:  Nobeoka - 47.48
- 1990:  Kosa - 46.24
- 1993: 4e Crim - 47.47
- 1994:  Northern Telecom Cherry Blossom - 46.05
- 1994:  Trevira Twosome - 47.07
- 1994: 4e Crim Road Race - 46.57
- 1994:  Dam tot Damloop - 45.52
- 1995:  Crim Road Race - 46.06
- 1995:  Dam tot Damloop - 45.58
- 1996:  Tilburg Ten Miles - 46.10
- 1996: 5e Crim Road Race - 46.22
- 1996:  Dam tot Damloop - 46.21
- 1997:  Tilburg Ten Miles - 46.46

### halve marathon
- 1991:  halve marathon van Oita - 1:02.01
- 1991:  halve marathon van Yamaguchi - 1:01.45
- 1991:  halve marathon van Exeter - 1:03.10
- 1992:  halve marathon van Oita - 1:02.49
- 1992:  halve marathon van Yamaguchi - 1:02.14
- 1993: 13e halve marathon van Brussel - 1:02.10
- 1994:  Route du Vin - 1:01.32
- 1995:  Route du Vin - 1:00.36
- 1995:  Bredase Singelloop - 1:03.00
- 1996:  halve marathon van Parijs - 1:01.20
- 1996:  City-Pier-City Loop - 1:02.03
- 1996:  Route du Vin - 1:00.44
- 1996:  Bredase Singelloop - 1:02.11
- 1997:  Bredase Singelloop - 1:02.28
- 1999: 6e halve marathon van Medellin - 1:04.47
- 1999: 5e Bredase Singelloop - 1:03.20

### marathon
- 1994: 14e New York City Marathon - 2:18.43
- 1997: 13e marathon van Amsterdam - 2:23.31

### veldlopen
- 1987: 10e WK junioren in Warschau - 22.55
- 1989: 4e WK junioren in Stavanger - 25.33
- 1990: 4e Chiba International Crosscountry - 34.12
- 1991:  Chiba International Crosscountry - 34.49
- 1992:  Chiba International Crosscountry - 35.03
- 1994:  Fukuoka International Crosscountry - 29.15

### overige afstanden
- 1991:  Bay to Breakers - 33.55
- 1992:  Bay To Breakers - 33.57
- 1993:  4 Mijl van Groningen - 18.38
- 1993: 4e 20 km van Parijs - 58.47
- 1994:  20 km van Parijs - 58.24
- 1994:  4 Mijl van Groningen - 18.27
- 1995:  20 km van Parijs - 59.11
- 1996: 4e 20 km van Parijs - 58.39
- 1996:  4 Mijl van Groningen - 18.19
- 1997:  Bay To Breakers - 35.18